# Hexatoma (Parahexatoma) beieri
Hexatoma (Parahexatoma) beieri is een tweevleugelige uit de familie steltmuggen (Limoniidae). De soort komt voor in het Afrotropisch gebied.